# 부추

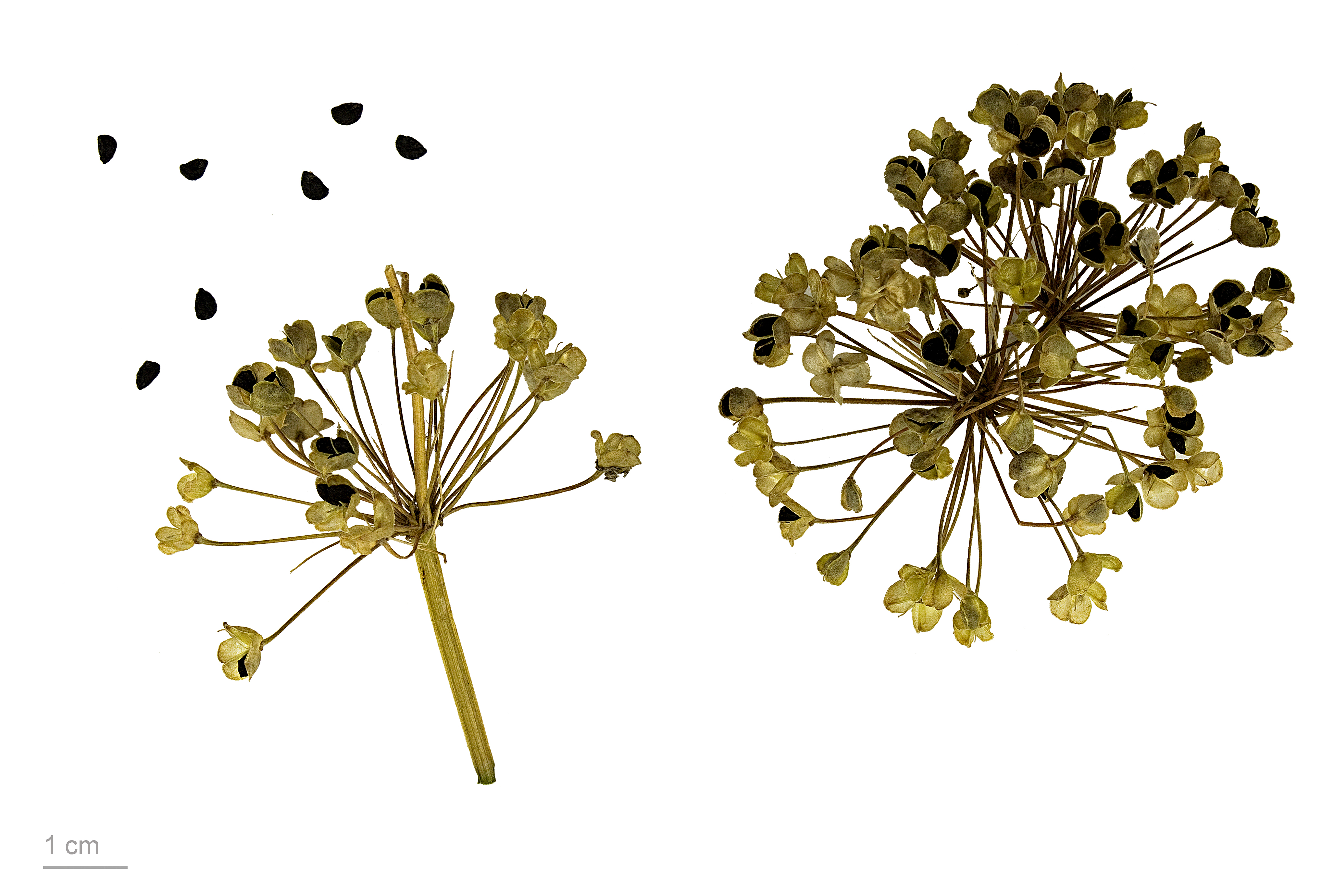
Allium tuberosum

부추(영어: Allium tuberosum, 영어: garlic chives, Chinese leek)는 백합과의 부추아과에 속하는 여러해살이풀이다. 정구지(경상도, 충청북도 사투리), 졸(충청남도 사투리) 혹은 솔(전라도 사투리)이라는 사투리로도 불린다. 잎은 길고, 꽃은 흰색으로 피며 열매는 삭과이다. 김치로 만들거나, 부침개로 지져 먹고, 각종 양념에 첨가해서 먹기도 한다.

## 형태 및 특징
부추는 잎을 식용으로 하는 여러해살이 식물로서 종자번식과 뿌리번식이 가능한 것이 특징이다. 땅 속에 짧은 뿌리줄기가 있고 많은 비늘줄기를 만들어서 포기 모양이 된다. 
잎은 각 비늘줄기에 여러 장이 붙어 있고 길이 15~20 cm, 폭 3~10 mm이다. 잎은 편평하고 등쪽에 모서리가 있으며 잎끝은 둥글다. 짙은 녹색이고 부드러우며, 특유의 냄새가 난다. 잎집은 3~6 cm이며, 여름에 40~70 cm의 줄기를 내고 줄기 끝에 흰꽃이 20~40개 핀다. 꽃은 작고 6장의 꽃덮이조각으로 되어 있다. 
가을에 열매를 맺으며 종자는 검고 깨알만 하다. 포기나누기나 종자를 심어 재배하는데 추위·더위에 강하고, 어느 정도 자라면 포기나누기로 증식한다. 서리를 맞으면 지상부분은 시들어버리지만 지하부분은 월동(휴면상태)한다. 잎은 낫으로 베어 수확한다. 재생력이 강하기 때문에 1년에 5회 이상도 수확이 가능하다. 최근에는 수요가 늘어남에 따라 비닐하우스 시설재배를 통하여 겨울에도 재배하여 수확하고, 또 이른봄에 출하하기 위해 촉성재배도 한다. 이 밖에 포기에 흙을 덮거나 프레임 속에서 차광하여 연화재배도 하고 있다.

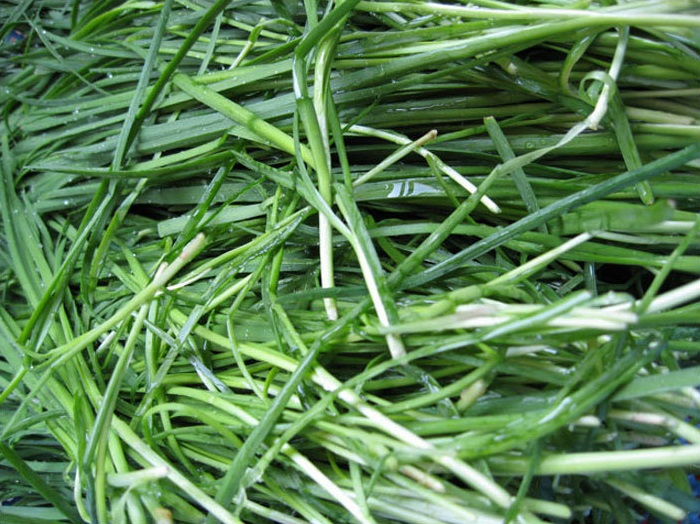
씻은후의 부추모습

## 이용 방법 및 영양

### 이용
잎을 삶아서 나물을 무치거나 국건더기로 사용하고, 부추김치·오이소박이에도 이용한다. 또 잡채나 만두속에도 이용하는 등 용도가 다양하다. 부추의 자극적인 냄새는 주성분인 황함유화합물에 기인하는 것으로, 육류의 냄새를 제거하는 데 알맞다. 또한 부추의 씨앗은 한방에서 구자(구채자)라 하여 비뇨기계통의 질환에 이용한다.

### 영양
잎 100 g 속에는 단백질 2 g, 당류 2.8 g, 칼슘 500 mg, 칼륨 450 mg이 들어 있다. 부추에는 비타민 A, C, B1, B2 등이 많이 들어 있다. 또한 베타카로틴, 클로로필, 비타민 C, 황함유화합물, 플라보노이드류 등이 다양하게 함유되어있다.

## 문화
불교에서 오신채(부추, 달래, 파, 마늘, 생강) 라고 하여 금기시 하는 식품 중 하나이다.

## 효능
한방에서, 혈액 정화 및 강장 강심제로 쓰인다. 두메부추의 사포닌 성분은 혈관을 확장시켜 혈압을 낮춘다. 고혈압, 당뇨병, 동맥경화, 심장질환 예방에 효과가 있다.

## 재배
- 노지재배

재배시기는 지역에 따라 4월에서부터 11월 노지재배가 가능하다. 부추 모종을 포트에 키워 이식하는 것이 가장 안전하고 좋은 방법이지만, 비용의 절감을 위해 직파하는 경우도 흔하다. 우리나라에서는 그린벨트 품종을 가장선호한다. 4월에 파종할 경우 9월~10월에 수확이 가능하지만 첫해에는 수확량이 저조하기 때문에 첫해는 수확을 하지 않고 겨울동안 휴면을 시킨다. 휴면을 거친 부추를 다음해 3월~4월에 묵초를 제거하고 웃거름을 뿌려주고 난 후에 관수를 한다. 25일~30일 정도가 지나면 고품질의 초벌부추의 수확할 수 있다. 이후 적정량의 관수만을 통해 두벌, 세벌, 네벌까지도 수확이 가능하다. 많은 수확량을 원하지 않는다면 한번 파종으로 아주 오랜기간 수확이 가능하다.
- 시설하우스재배

재배시기는 11월에서부터 4월까지 추운 겨울에 재배하는 방법이다. 재래종의 경우 겨울에 정상적인 휴면을 거쳐야만이 수확이 가능하였지만 신품종(조생종)의 개발로 휴면을 정상적으로 거치지 않아도 수확이 가능하다. 4월에 파종하고 10월~11월 잠깐의 휴면을 거치고 난후에 묵초를 제거하고 웃거름을 뿌려주고, 하우스시설에 비닐을 2~3중으로 피복한다. 피복한 후에 인위적인 관수를 한다. 25일~30일정도가 지나면 고품질의 초벌부추의 수확할 수 있다. 이후 적정량의 관수만을 통해 두벌, 세벌, 네벌까지도 수확이 가능하다. 많은 수확량을 원하지 않는다면 한번 파종으로 아주 오랜기간 수확이 가능하다.

## 같이 보기
- 양파
- 파
- 차이브

## 참고 문헌
- 이 문서에는 다음커뮤니케이션(현 카카오)에서 GFDL 또는 CC-SA 라이선스로 배포한 글로벌 세계대백과사전의 내용을 기초로 작성된 글이 포함되어 있습니다.